# الجائزة الكبرى للسينما البرازيلية لأفضل ممثلة
الجائزة الكبرى للسينما البرازيلية لأفضل ممثلة أو غراندي أوتيلو لأفضل ممثلة هي إحدى الجوائز التي تقدمها أكاديمية السينما البرازيلية (ABCAA)، والتي تُمنح تكريمًا للممثلات اللاتي يعملن في صناعة السينما ويعتبرن الأفضل في كل عام. يتم الترشيحات من قبل الممثلين والممثلات أعضاء الأكاديمية. يتم تنظيم الجائزة والتصويت عليها من قبل المتخصصين الذين يشكلون الأكاديمية.
تتوافق سنوات الجائزة مع سنة الحفل، على الرغم من أن الأفلام الفائزة تم إصدارها خلال العام السابق. في مرحلة اختيار الفائزات، يتم اختيار أبرز العروض من قبل مجلس الأكاديمية، من خلال للتصويت الإلكتروني. وفي مرحلة الترشيح والجائزة، يكون التصويت سريا. ويتم تدقيقها من قبل شركة برايس ووترهاوس كوبرز .
تعتبر روبرتا رودريغيز هي أصغر ممثلة يتم ترشيحها، وهي تبلغ من العمر 20 عامًا عن فيلم مدينة الرب. من جانب آخر، تعد أليس براغا أصغر ممثلة تحصل على هذه الجائزة، وهي تبلغ من العمر 23 عامًا عن فيلم المدينة السفلى. في حين أن فرناندا مونتينيغرو هي الأكبر سناً التي تم ترشيحها ومنحها، حيث تبلغ من العمر 78 عاماً عن فيلم الجانب الآخر من الشارع.
الممثلتان الأكثر ترشيحًا هما ديرا بايس وجلوريا بيريس ، وكلاهما حصلا على 7 ترشيحات. في حين أن لياندرا ليل وجلوريا بيريس هما الأكثر حصولاً على جائزتين.

## الفائزات والمرشحات
تم إدراج السنوات وفقًا لحفل توزيع جوائز الأكاديمية البرازيلية للسينما، وبشكل عام، تتوافق مع السنة التالية لإصدار الفيلم في البرازيل.
| عام        | الممثلة                  | الدور                 | الفيلم                    |
| ---------- | ------------------------ | --------------------- | ------------------------- |
| 2000 (1.ª) | دينيسي فراغا             | هيلينا                | وراء القماش               |
| 2000 (1.ª) | فرناندا توريس            | ماريا                 | اليوم الأول               |
| 2000 (1.ª) | فرناندا توريس            | ايرين                 | الخيانة                   |
| 2000 (1.ª) | جوليا ليميرتز            |                       | كأس الغضب                 |
| 2000 (1.ª) | ماريليا بيرا             | دونا                  | المسافر                   |
| 2000 (1.ª) | ماريا لويزا ميندونسا     | انا                   | القلب المضيء              |
| 2001 (2.ª) | ريجينا كاسيه             | دارلين ليما لينهاريس  | أنا أنت وهم               |
| 2001 (2.ª) | فرناندا توريس            | يارا / مارلين         | التوائم                   |
| 2001 (2.ª) | ميريان مونيز             | فرانسيسكا             | أميليا                    |
| 2001 (2.ª) | دينيس فاينبيرغ           | إيدالينا              | لا شيء تقريبًا             |
| 2001 (2.ª) | لورا كاردوسو             | سلمى                  | من خلال النافذة           |
| 2002 (3.ª) | جوليانا كارنيرو دا كونها | الأم                  | الزراعة القديمة           |
| 2002 (3.ª) | أندريا بيلتراو           | ريجينا                | المشاركة                  |
| 2002 (3.ª) | ديرا بايس                | لوزية                 | زفاف لويز                 |
| 2002 (3.ª) | غلوريا بيريس             | سلمى                  | المشاركة                  |
| 2002 (3.ª) | جوليا ليميرتز            | لوردينها بيتنكورت     | نيلسون غونسالفيس          |
| 2003 (4.ª) | مارسيليا كارتاكسو        | لوريتا                | مدام ساتا                 |
| 2003 (4.ª) | ديبورا دوبوك             | لينا                  | خط العرض صفر              |
| 2003 (4.ª) | جوليا ليميرتز            | ماريا فرانسيسكا       | المريميات الثلاثة         |
| 2003 (4.ª) | مارييتا سيفيرو           | فيلومينا كابادوكيو    | المريميات الثلاثة         |
| 2003 (4.ª) | روبرتا رودريغوس          | بيرينيس               | مدينة الله                |
| 2004 (5.ª) | ديبورا فالابيلا          | باكو                  | اثنان ضائعان في ليلة قذرة |
| 2004 (5.ª) | ديرا بايس                | كيكا                  | مانجو أصفر                |
| 2004 (5.ª) | ليونا كافالي             | ليجيا                 | مانجو أصفر                |
| 2004 (5.ª) | ماريا لويزا ميندونسا     | دالفا                 | كارانديرو                 |
| 2004 (5.ª) | سيموني سبولادور          | أوريبيلا              | ديزموندو                  |
| 2005 (6.ª) | فرناندا مونتينيغرو       | ريجينا                | الجانب الآخر من الطريق    |
| 2005 (6.ª) | كاميلا مورجادو           | أولجا بيناريو بريستيس | أولغا                     |
| 2005 (6.ª) | كليو بيريس               | أرييلا ماسي           | بنيامين                   |
| 2005 (6.ª) | ليونا كافالي             | كلوديا                | كونترا تودوس              |
| 2005 (6.ª) | ميريام مونيز             | دونا يولاليا          | نينا                      |

## فوز وترشيحات متعددة

### عدة جوائز
| الجوائز | الممثلة           | الفيم              | العام |
| ------- | ----------------- | ------------------ | ----- |
| 3       | ديرا بايس         | على جانب الطريق    | 2013  |
| 3       | ديرا بايس         | البندقية           | 2022  |
| 3       | ديرا بايس         | النقاء             | 2023  |
| 2       | غلوريا بيريز      | لولا، ابن البرازيل | 2011  |
| 2       | غلوريا بيريز      | زهور نادرة         | 2014  |
| 2       | لياندرا ليل       | الاسم الأول        | 2009  |
| 2       | لياندرا ليل       | الذئب خلف الباب    | 2015  |
| 2       | مارسيليا كارتاكسو | سيدة الشيطان       | 2003  |
| 2       | مارسيليا كارتاكسو | باكاريت            | 2021  |
| 2       | ريجينا كيسيه      | أنا، أنت، هم       | 2001  |
| 2       | ريجينا كيسيه      | في أي وقت تعود؟    | 2016  |